# Elaine Murray

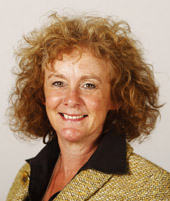
Elaine Murray

Elaine Murray (* 22. Dezember 1954 in Hitchin) ist eine schottische Politikerin und Mitglied der Labour Party.

## Leben
Obwohl Murray in England geboren wurde, ist sie die Tochter schottischer Eltern und wuchs in Edinburgh auf. Sie studierte Chemie an der Universität Edinburgh und schloss das Studium mit dem Master ab. Anschließend promovierte sie in Physikalischer Chemie an der Universität Cambridge und nahm eine Stelle als Post-Doktorandin am dortigen Cavendish-Laboratorium an. Nach einem weiteren Postdoktorat am Royal Free Hospital in London wechselte Murray an das Institute of Food Research in Reading. Von 1992 bis 1999 war sie als Dozentin für Chemie an der Open University tätig. Elaine Murray ist verheiratet und dreifache Mutter.

## Politischer Werdegang
Zwischen 1990 und 1993 beriet Murray den Labourabgeordneten im Europäischen Parlament Alex Smith. 1994 wurde sie für die Labour Party in den Bezirksrat von Strathclyde, 1995 in den Regionalrat von South Ayrshire gewählt. Bei den ersten Schottischen Parlamentswahlen im Jahre 1999 wie auch 2003 und 2007 errang sie das Direktmandat ihres Wahlkreises Dumfries, ebenso bei den Schottischen Parlamentswahlen 2011 für den neugeschaffenen Wahlkreis Dumfriesshire.
Bei der Kabinettsumstellung im Jahre 2001 wurde Murray zur stellvertretenden Ministerin für Kultur, Tourismus und Sport ernannt und behielt diese Position bis zum Ende der Legislaturperiode. Im Schattenkabinett der Labour Party war sie bis 2008 als Staatssekretärin für Unternehmen und zwischen 2008 und 2011 als Ministerin für ländliche Angelegenheiten und Umwelt vorgesehen. Im Schattenkabinett der Labour Party ist Murray seit 2011 als Ministerin für Wohnungsbau und Verkehr vorgesehen. Im September 2011 kündigte Murray an, um die Position des stellvertretenden Parteichefs zu kandidieren, zog ihre Kandidatur jedoch einen Monat später zurück.